# 阿列克谢·苏沃林

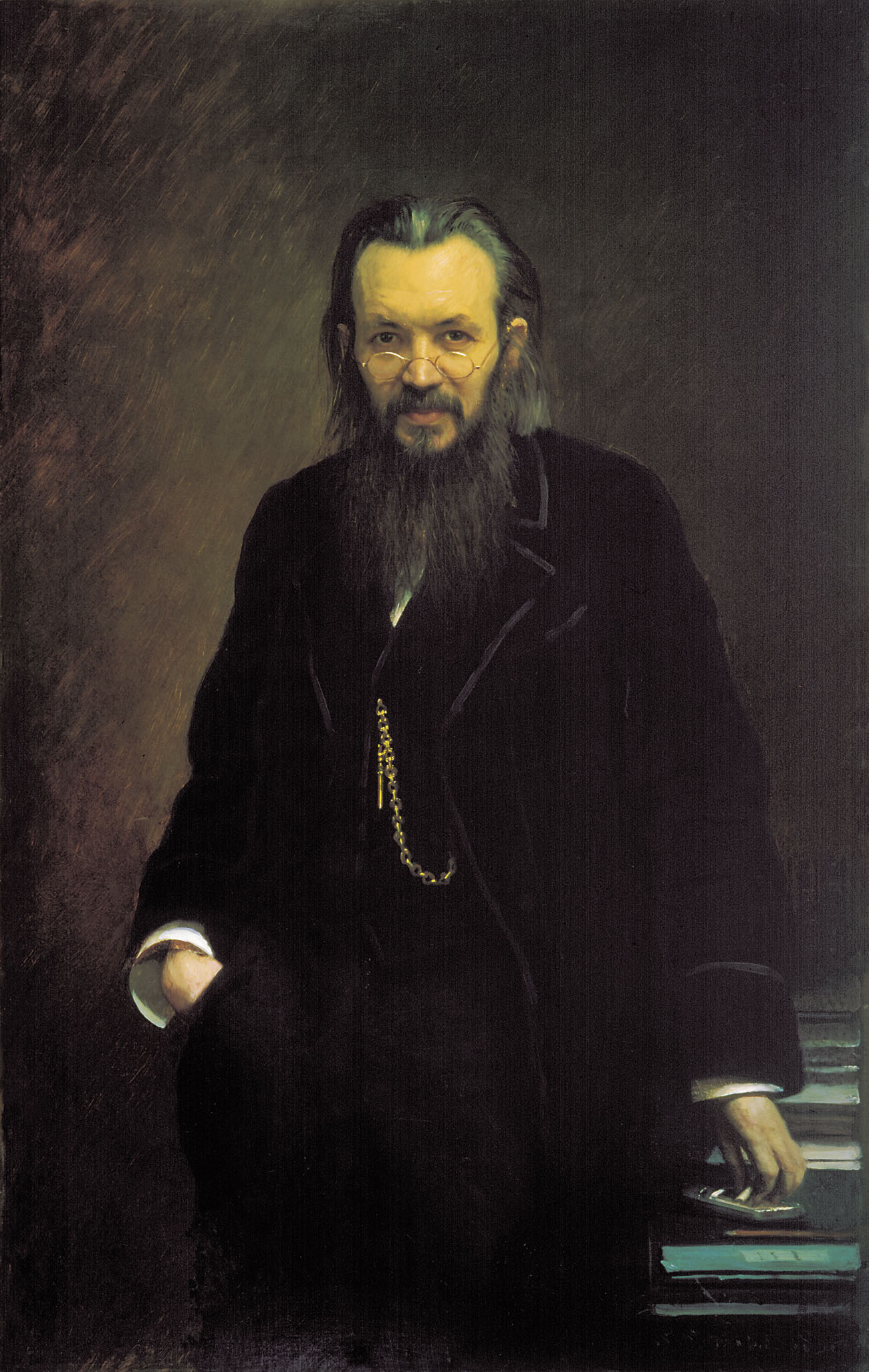
阿列克谢·苏沃林 (1881年)

阿列克谢·苏沃林（俄语：Алексей Сергеевич Суворин，1834年9月11日—1912年8月11日），是俄罗斯帝国时期的剧作家、出版商和记者，他所建立的「出版帝国」在俄罗斯帝国的最后几十年中发挥了相当大的影响力。苏沃林最初是一名自由派记者，其后立场逐渐转向了保守主义。